# Nuldoorgang

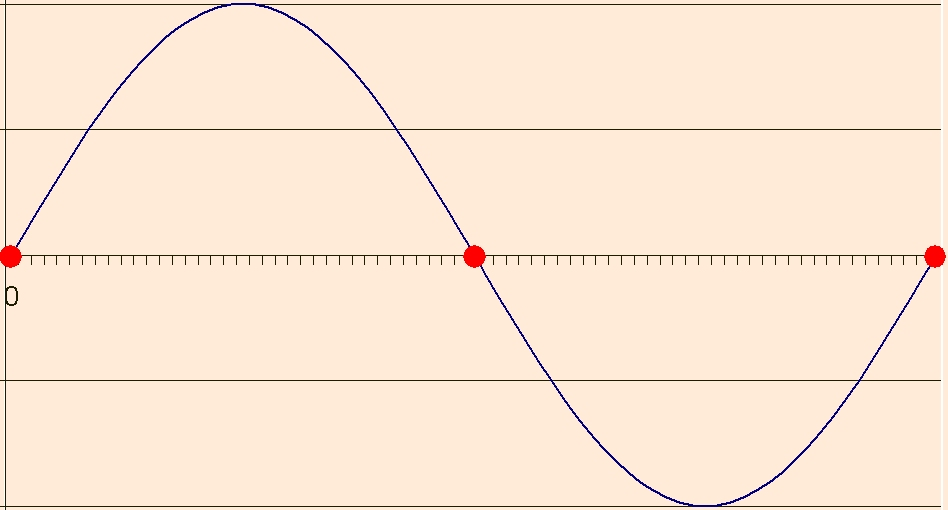
Nuldoorgang

De nuldoorgang is het moment waarop de elektrische wisselspanning of -stroom nul is. Er is in elke periode tweemaal een nuldoorgang, namelijk wanneer de stijgende flank door de nul gaat en wanneer de dalende flank door nul gaat. Het begrip nuldoorgang is vooral van belang bij elektronische regelaars, die met faseaansnijding het vermogen van de belasting variëren, zoals lichtdimmers. De vertraging tot het inschakelmoment is omgekeerd evenredig met het vermogen.